# Imogene Coca
Imogene Coca (Filadelfia, 18 de noviembre de 1908-Westport,  Connecticut, 2 de junio de 2001) fue una actriz cómica estadounidense. Inició su carrera artística en el teatro, continuando en el cine y posteriormente en televisión. Desde la década de 1950, se destacó en el medio televisivo, interviniendo en populares ciclos cómicos como Your Show of Shows (1950-1954), formando dúo con Sid Caesar.

## Biografía
Su verdadero nombre era Imogene Fernández de Coca y nació en Filadelfia, Pensilvania. Su padre era de origen español y su madre tenía raíces irlandesas. Sus padres eran veteranos de la industria del entretenimiento; su padre, José Fernández de Coca, era director musical, y su madre, Sadie Brady, era bailarina y ayudante de un mago.
Coca aprendió piano, danza y canto en su infancia y, siendo adolescente, se trasladó a Nueva York para hacerse bailarina. Consiguió su primer trabajo en el coro del musical de Broadway When You Smile, y fue cabeza de cartel en clubes nocturnos de Manhattan con música arreglada por su primer marido, Robert Burton. Ganó prestigio cuando empezó a combinar música con comedia; su primer gran éxito fue con New Faces of 1934. 

### Carrera artística
Luego de secundar al cómico Sid Caesar en el programa The Admiral Broadway Revue (1949), fue contratada en 1950 para protagonizar uno de sus programas más destacados: Your Show of Shows, considerado uno de los ciclos cómicos de TV estadounidenses más exitosos, el cual coprotagonizó con Caesar, Howard Morris y Carl Reiner, hasta 1954. Los libretos estaban a cargo de Mel Brooks, Neil Simon, Danny Simon, Mel Tolkin, Carl Reiner y Woody Allen. Cabe añadirse que en 1952 Coca fue galardonada con un premio Emmy a la mejor actriz. 
Actuó en 36 obras teatrales, entre ellas Janus (1955) con autoría de Carolyn Green en Teatro Plymouth; The Girls in 509; Once Upon a Mattress (1960-1961), una de las más reconocidas comedias musicales que fue llevada a muchos medios como la televisión; You Know I Can't Hear You When the Water's Running (1968-1969); On The Twentieth Century (1978-1979), con John Cullum y Madeline Kahn y por la que fue nominada a un premio Tony; Makin' Whoopee (1981), con Mamie Van Doren; The Rivals, entre otras. Sin embargo, trabajó con mayor frecuencia en televisión, medio en el que incursionó en más de 40 programas televisivos como The Imogene Coca Show (1954-1955), The George Gobel Show, The Carol Burnett Show, Love, American Style, Bewitched y The Brady Bunch, entre otros.
Entre 1983 y 1984, actuó con un participación especial en la telenovela de ABC One Life to Live, con Robert S. Woods y Erika Slezak; mientras que en 1983 asumió un pequeño rol en la película de Harold Ramis National Lampoon's Vacation. Contratada por la compañía Columbia Pictures Television, interpretó el papel de una cocinera en Alice in Wonderland, telefilme protagonizado por Natalie Gregory y emitido en 1985. Un año después, en 1986, se retiró del teatro al protagonizar una reposición de la obra On The Twentieth Century, con la que se había presentado con anterioridad en Broadway, donde volvió a interpretar el rol de la fanática religiosa Letitia Primrose.

### Vida personal y muerte
Estuvo casada en dos ocasiones: la primera con Robert Burton, de 1935 a 1955, año de la muerte de él; la segunda con el actor King Donovan, entre 1960 y 1987, año en que quedó otra vez viuda. Coca falleció de causas naturales, aunque padecía una enfermedad de Alzheimer, en 2001, a los noventa y dos años de edad en Fairfield, Connecticut.

## Trabajo televisivo
- Buzzy Wuzzy (1948) (cancelada tras 4 semanas)
- The Admiral Broadway Revue (1949-1950)
- Your Show of Shows (1950-1954)
- The Imogene Coca Show (1954-1955)
- Sid Caesar Invites You (1958) (versión de EUA) (cancelada tras 5 meses)
- Sid Caesar Invites You (1958) (versión del Reino Unido) (cancelada tras 13 episodios)
- Grindl (1963-1964)
- It's About Time (1966-1967)
- Bewitched - (1970) Como el hada buena.
- The Emperor's New Clothes (1972)
- Freddy the Freeloader's Christmas Dinner (1981)
- The Return of the Beverly Hillbillies (1981)
- One Life to Live (miembro del reparto en 1983-1984)
- As the World Turns (miembro del reparto en 1983)
- Alice in Wonderland (1985)
- Monsters (episodio: «The Face», 1989)

## Filmografía

### Películas
- They Meet Again (1941)
- Promises! Promises! (1963)
- Under the Yum Yum Tree (Adán también tenía su manzana) (1963)
- 10 from Your Show of Shows (1973)
- Rabbit Test (1978)
- National Lampoon's Vacation (1983)
- Nothing Lasts Forever (1984)
- Papa Was a Preacher (1985)
- Buy & Cell (1989)
- Hollywood: The Movie (1996)

### Cortos
- Bashful Ballerina (1937)
- Dime a Dance (1937)